# Welsh (cheval)
Pour les articles homonymes, voir Welsh.
Le Welsh, ou poney gallois, est une race de poney originaire du Pays de Galles. Le stud-book est créé en 1902. Il comporte quatre sections ouvertes pour différencier les quatre types existants chez ce poney : Welsh A , Welsh B, Welsh de type cob (C) et Welsh cob (D). Le Welsh mountain, qui vit encore en semi-liberté dans sa région originelle, fait partie des poneys mountain and moorland. Le Welsh B est un poney de sport très populaire, qui comme le précédent, présente un modèle fin et arabisé. Les Welshes C et D sont des poneys plus charpentés, aptes à porter des adultes. Les Welshes sont très populaires pour tous les sports équestres.

## Histoire

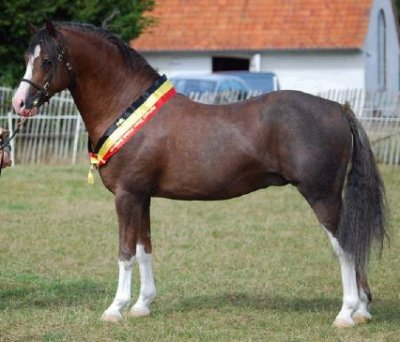

Des poneys semi-sauvages vivent déjà vraisemblablement dans les collines du Pays de Galles à l'époque romaine. La difficulté du biotope, offrant une nourriture rare et un climat capricieux, entraîne une sélection naturelle qui donne naissance à des poneys très endurants. L'évolution de la race est peu connue, mais elle serait issue du poney celte. Les Romains auraient croisé des chevaux orientaux avec la souche locale, notamment à l'époque de Jules César, par le biais d'un élevage situé au lac Bala. Le XVIe siècle est une époque très difficile pour ce poney, qui manque disparaître : un édit royal ordonne l'abattage de tous les chevaux ne dépassant pas une certaine taille. Le poney Welsh perdure grâce à la situation recluse de ses montagnes originelles.
Au XVIIe siècle, de nouveaux croisements avec des chevaux arabes ont lieu, puis, aux XVIIIe et XIXe siècles, la race bénéficie d'apports de sang Pur-sang, Arabe et Barbe. Cette influence a beaucoup marqué son modèle. Le welsh mountain pony, section A, est à la base de toutes les races de poneys gallois. On attribue les caractéristiques du Welsh moderne à un étalon mythique nommé Dyoll Starlight.
Les fermiers locaux sélectionnent les sujets les plus grands pour le transport et le gardiennage des troupeaux. Des croisements interviennent avec des cobs et des pur-sangs anglais et arabes, dans l'optique de sélectionner un cheval de selle. Cette souche est à l'origine du Welsh B. Le stud-book de la race est fondé avec la création de la Welsh pony and cob society en 1902. Ces poneys arrivent en France vers 1965. En 1967 est fondée l'Association française du poney Welsh.

## Description

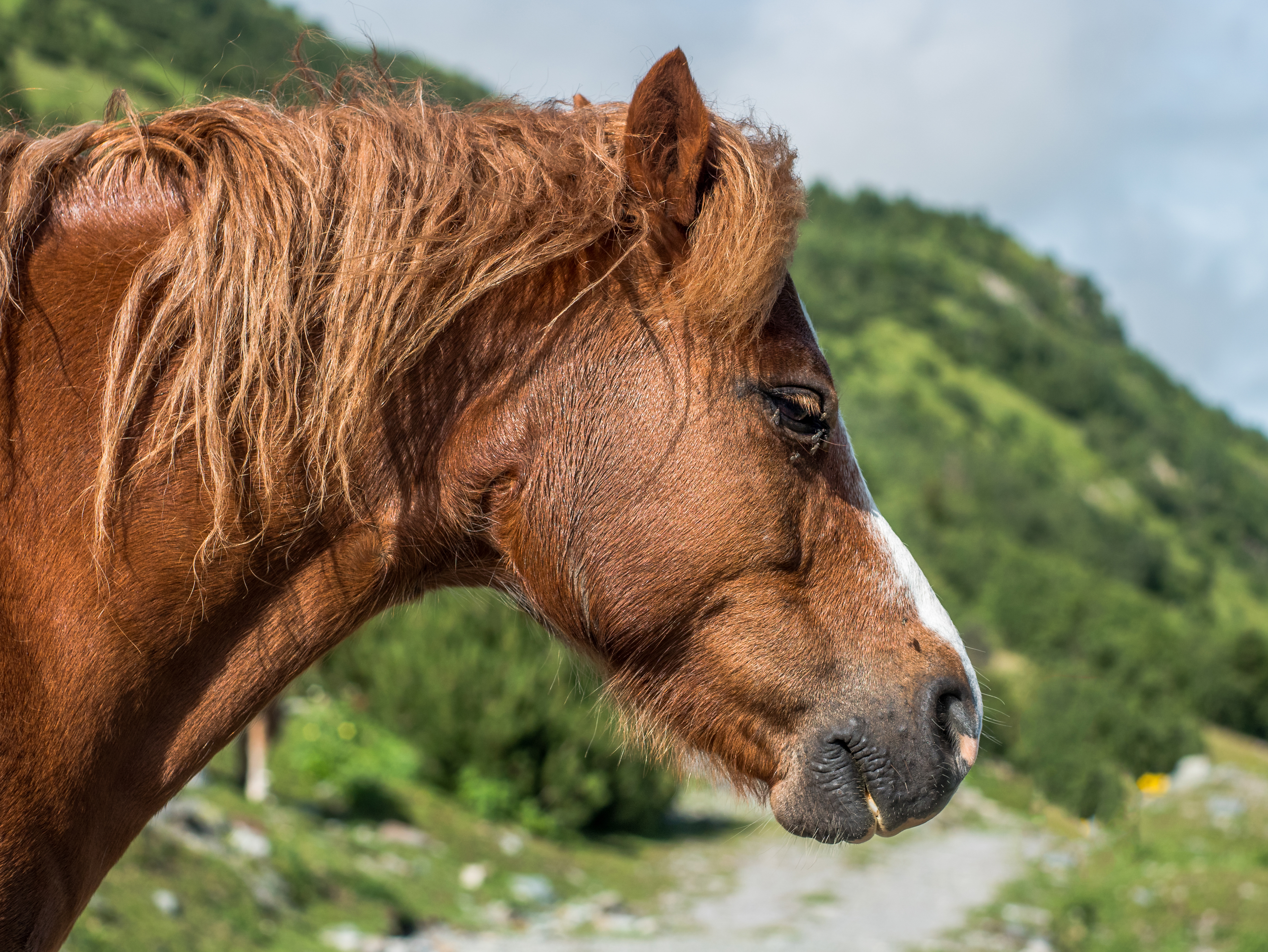
Un cheval Welsh, vers Galtür, Autriche.

- Welsh A : Welsh Moutain Pony (« Poney gallois des montagnes »).
- Welsh B : Welsh Pony (« Poney gallois »).
- Welsh C : Welsh Pony Cob (« Poney gallois de type cob »).
- Welsh D : Welsh cob (« Cob gallois »).
- Welsh Part-bred : Poney issu de sang Welsh (au moins 12,5% de sang Welsh)

### Welsh A

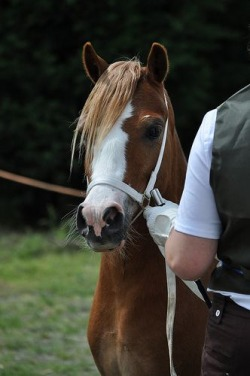
welsh section A

Le Welsh A est considéré par beaucoup comme le plus beau de tous les poneys. Ce poney harmonieux, très élégant et racé, rappelle un Pur-sang arabe en miniature, avec toute sa noblesse et son expression. Il mesure au maximum 1,22 m. La tête est fine et petite, bien nette, s'affinant vers le bout du nez. L'œil est effronté, les petites oreilles sont pointues, les naseaux sont ouverts et proéminents. L'encolure est, fine, longue et bien portée. L'épaule est longue et bien inclinée, le passage de sangle est profond. Le cheval a du coffre, des reins robuste, l'arrière-main longue et fine, la queue bien attachée et portée avec gaieté. Le dos est long et musclé, la ligne du dessus étant réputée pour sa qualité. Les membres sont osseux et solides. Les avant-bras sont longs et robustes, les genoux bien développés, les jarrets larges et plats. Les pieds sont bien formés avec une corne dense et dure. Ces poneys ont un tempérament joueur et vif. Ils sont intelligents mais parfois imprévisibles, ce qui ne les rend pas toujours adaptés aux enfants,.
Ses allures sont souples et énergiques. Les lignées plus anciennes avaient des allures plus relevées.
La robe la plus fréquente est le gris, on trouve aussi des sujets noirs, alezans, bais, bai-bruns, rouans, et le gène Dun. Le pie est par contre interdit. Extrêmement résistant, il est capable de supporter des climats rigoureux et de survivre avec de très maigres rations.

### Welsh B

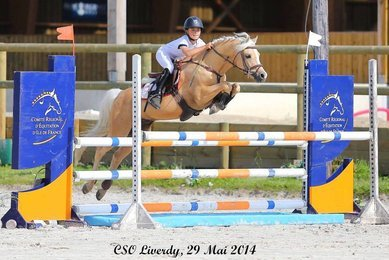
Welsh B en CSO

Le Welsh B est un poney de sport toisant 1,37 m au maximum, au modèle de cheval de selle, à la fois fin et charpenté, dont la tête fine rappelle celle de l'arabe. L'encolure est bien orientée, l'épaule longue et bien inclinée. Les membres sont secs et bien trempés, les jarrets puissants. Les allures sont brillantes et étendues.
Il possède généralement beaucoup de sang et se montre très vif. Toutes les robes sont admises, sauf le pie.

### Welsh C

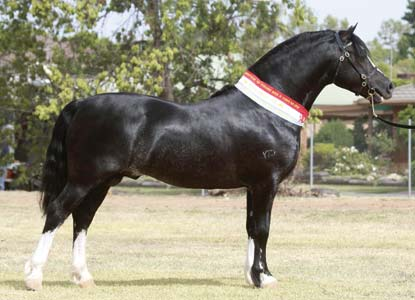
Welsh section C en show

Le Welsh C est un poney trapu de type cob, toisant 1,37 m au maximum : il est donc de la même taille que le Welsh B, mais nettement plus charpenté, tout en restant malgré tout léger. La tête est bien dessinée, l'encolure plus courte que chez les Welshes A et B. Le corps est cylindrique et les membres, osseux. Ses fanons sont abondants. Les allures sont étendues, notamment au trot. Toutes les robes sont admises sauf le pie, on trouve souvent du rouan et de l'aubère. Son caractère est considéré comme bon et docile, avec du sang.

### Sélection
La sélection des poneys Welsh est extrêmement contrôlée. En Grande-Bretagne, un registre part-bred est réservé aux poneys ayant plus de 12,5 % de sang Welsh. Le Part-bred Welsh est également reconnu en France depuis 2010. Le Stud-book Français est géré par l'Association Française du Poney et Cob Welsh, association reconnue par le Ministère de l'Agriculture et l'IFCE. 
Le gène de l'abiotrophie cérebelleuse a été introduit chez le Welsh par l'Arabe.

## Utilisations

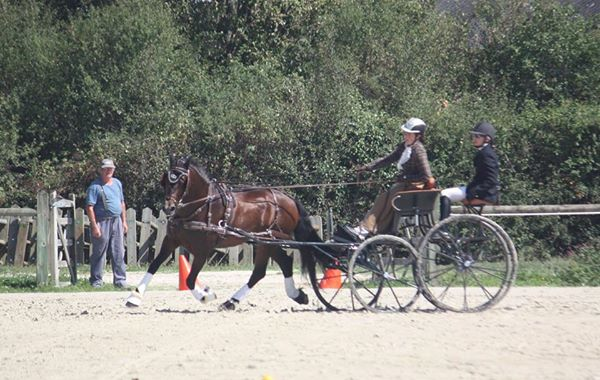
Welsh cob en compétition d attelage

Les welsh sont des poneys très polyvalents, que ce soit pour du loisir, de la randonnée ou de la compétition. Ils excellent dans toutes les disciplines que ce soit dans le concours complet d'équitation, en saut d'obstacle, en dressage pur, en pony-games, ou encore a l'attelage. Le Welsh A est bien adapté à l'attelage léger et à l'équitation sur poney, à condition que les enfants aient déjà un peu d'expérience.
Le Welsh B est un poney de sport très recherché pour les adolescents, plusieurs ayant accompagné des champions de France d'équitation sur poney en saut d'obstacles, concours complet et dressage. Il est cependant sévèrement concurrencé par d'autres races de poneys de sport, telles que le Connemara, le poney français de selle et le New Forest, qui acceptent des tailles plus élevées. C'est la race de prédilection pour les pony-games, il monte tous les ans sur le podium des championnats du monde. Le welsh C convient pour la chasse, la randonnée et l'attelage, il peut porter une charge qui ne dépasse pas 75 kg. Le D peut très bien être monté par un adulte. Le welsh D est ainsi très apprécié à l'attelage et sous la selle, étant considéré comme l'un des meilleurs chevaux pour ces usages.
Les poneys Welsh sont considérés comme améliorateurs de races. Ils ont été utilisés en croisement avec les New Forest, et pour développer le poney de selle britannique. Ils entrent par ailleurs dans la formation du poney français de selle.

## Diffusion de l'élevage
Le welsh mountain est apprécié dans différents pays et a été exporté en Europe, aux États-Unis, en Nouvelle-Zélande et en Australie. Par ailleurs, l'ouvrage Equine Science (4e édition de 2012) classe le Welsh parmi les races de chevaux connues au niveau international.
En France, le Welsh B est plus populaire que le A, sans doute en raison de sa taille. Le C est rare car la demande porte essentiellement sur des poneys de saut d'obstacles. En 2004, on compte un peu plus de 150 élevages de poneys Welsh en France, toutes sections confondues.
En 2019, un peu plus de 580 poneys Welsh de toutes les sections ont été enregistrés à la naissance en France (données SIRE) 